# Миллезимо
Миллезимо (итал. Millesimo) — коммуна в Италии, располагается в регионе Лигурия, в провинции Савона, на берегах реки Бормиды.
Население составляет 3360 человек (2008 г.), плотность населения составляет 219 чел./км². Занимает площадь 15 км². Почтовый индекс — 17017. Телефонный код — 019.
Покровительницей коммуны почитается Пресвятая Богородица, празднование 16 июля.

## Демография
Динамика населения:

## Администрация коммуны
- Официальный сайт: https://web.archive.org/web/20080403175339/http://www.comunemillesimo.it/